# Chenopodium petiolare
Chenopodium petiolare är en amarantväxtart som beskrevs av Carl Sigismund Kunth. Chenopodium petiolare ingår i släktet ogräsmållor, och familjen amarantväxter. Inga underarter finns listade i Catalogue of Life.